# Gymnopis syntrema
Gymnopis syntrema és una espècie d'amfibis gimnofions de la família Caeciliidae. Habita a Belize, Guatemala i possiblement Hondures. Els seus hàbitats naturals inclouen boscos secs tropicals o subtropicals, montans secs, plantacions, jardins rurals i zones prèviament boscoses ara molt degradades. Està amenaçada d'extinció per la pèrdua del seu hàbitat natural.